# Wat Aranyik (Sukhothai)

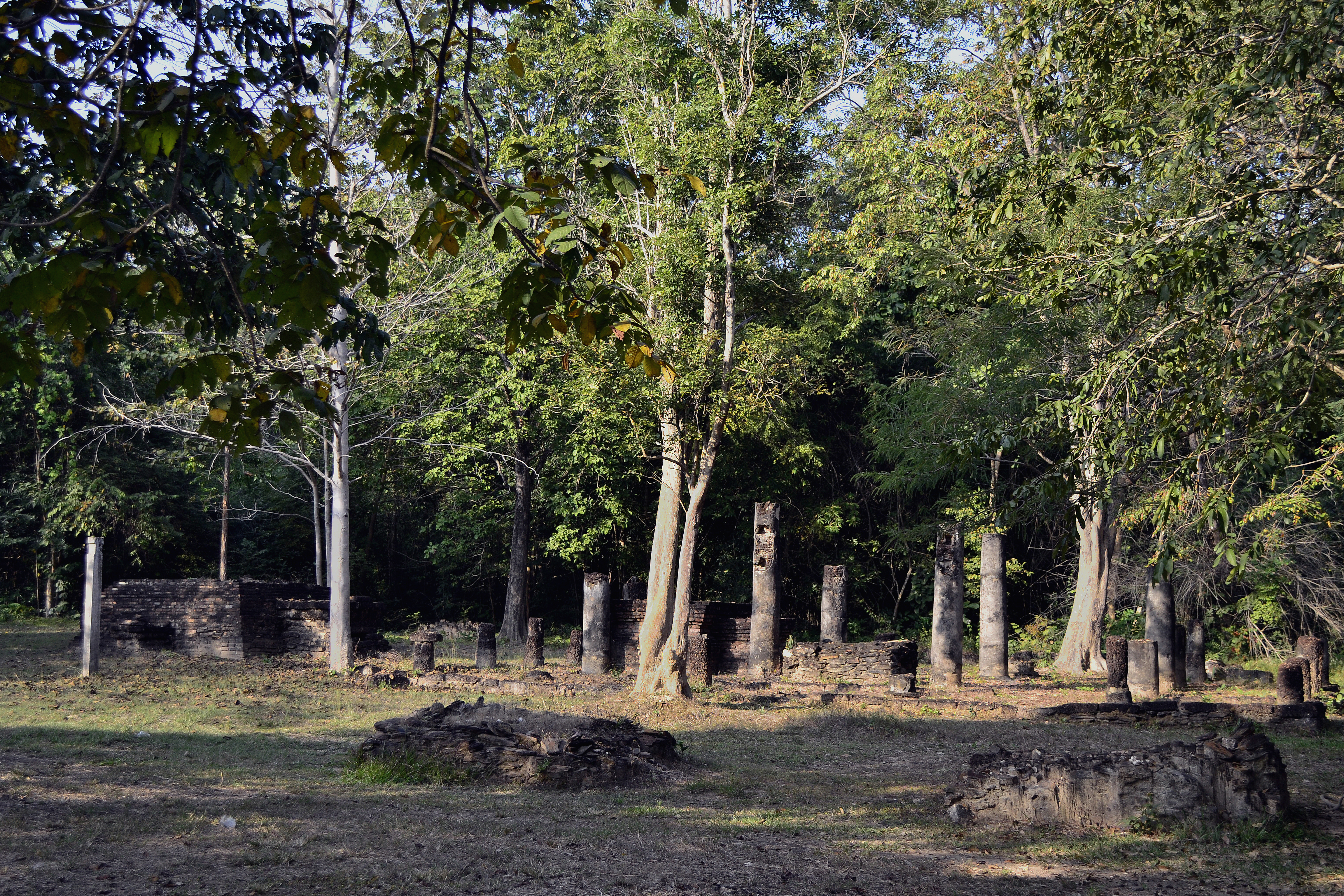
Wat Aranyik

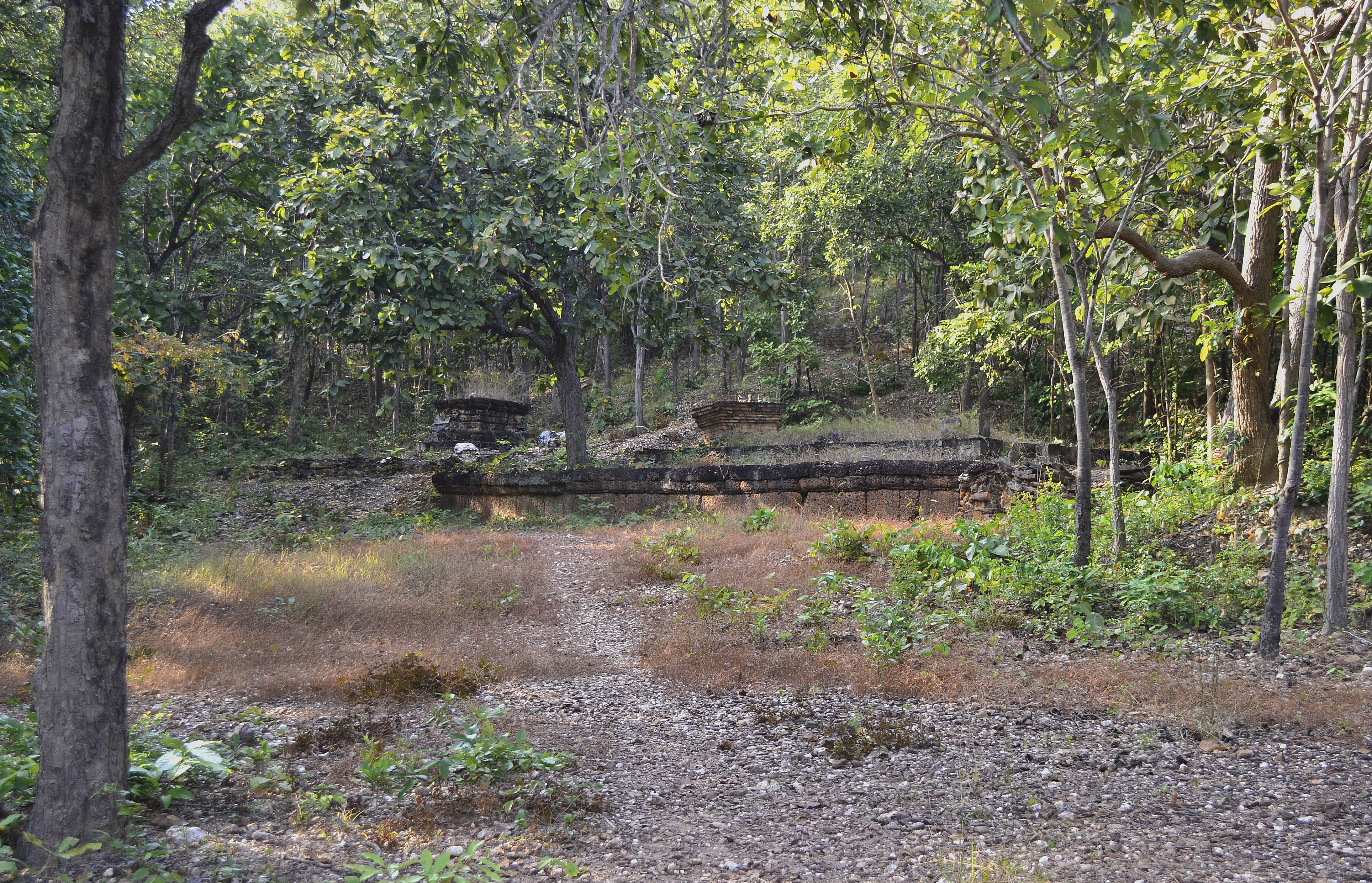
Wat Aranyik

Wat Aranyik (Thai วัดอรัญญิก – Kloster der Wald-Mönche, auch „Wat Araññika“) ist die Ruine einer buddhistischen Tempelanlage (Wat) in Sukhothai, Provinz Sukhothai in der Nordregion von Thailand.

## Lage
Der Wat Aranyik ist Teil des Geschichtsparks Sukhothai, er liegt etwa 3,5 Kilometer westlich des O-Stadttores (ประตูอ้อ – Pratu O) außerhalb der Alten Stadt (Mueang Kao – เมืองเก่า) von Sukhothai.

## Allgemeines
Die buddhistischen Theravada-Mönche (Bhikkhus) zur Zeit des Königreichs von Sukhothai lassen sich anhand ihrer Lebensweise in zwei Gruppen einteilen.
Die eine Gruppe bevorzugte es, die Lehren des Buddha, die Tipitaka zu studieren. Für sie war es zweckmäßig, in den Klöstern innerhalb der Stadt zu leben. Sie wurden darum „Stadtmönche“ (Kamawasi, พระสงฆ์คามวาสี) genannt.
Die andere Gruppe bevorzugte es, sich in Achtsamkeit zu üben und zu meditieren. Sie lebten oft in Klöstern außerhalb der Städte in ruhigen Waldgebieten (Aran – อรัญญ์) und wurden daher „Waldmönche“ (Aranyawasi – พระสงฆ์อรัญญวาสี) genannt. Sie waren die Vorbilder der späteren thailändischen Waldtradition. Da die Hügel westlich der Alten Stadt von einem lichten Wald bestanden waren, lebten hier die Waldmönche in etwa einem Dutzend, auf den Hügeln verstreut liegenden Tempeln.

## Sehenswürdigkeiten

Grundriss des Wat Aranyik

Wat Aranyik war einer der ersten Tempel, die die Tai in und um Sukhothai errichteten. Die architektonischen Zeugnisse deuten auf eine Gründung um den Anfang des 13. Jahrhunderts hin. Obwohl die für Khmer typischen Steinarbeiten überall präsent sind, fehlen hier doch die monumentalen Proportionen und formell ausgelegten Grundrisse. Die Gebäude sind vielmehr über ein relativ weitläufiges Gelände verstreut angeordnet.
Die von der relativen Größe her recht kleine Ordinationshalle (Ubosot oder Bot) steht in Khmer-Stil auf einem hohen steinernen Podest. Die acht Grenzsteine (Bai Sema) befinden sich nicht auf dem Boden, wie es die Tradition vorschreibt, sondern auf dem Stein-Sockel.
Auf dem bewaldeten Gelände verstreut befinden sich die Überreste vieler nicht identifizierbarer steinerner Strukturen, es handelt sich hier möglicherweise um Chedi der Mon. Einige scheinen zur gleichen Zeit erbaut worden zu sein wie der Bot, andere – wie die Versammlungshalle in einiger Entfernung – stammen aus späterer Zeit. Kutis wurden normalerweise aus nicht dauerhaften Materialien errichtet und sind daher heute nicht mehr auszumachen. Allerdings gibt es im Wat Aranyik einige kleine Zellen aus Stein, die vielleicht einmal Kutis gewesen sein könnten.